# Pierre Auberthier
Pierre Auberthier est un homme politique français né le 10 mars 1801 à Neuville-sur-Saône (Rhône) et décédé le 28 juin 1870 à Lyon (Rhône).
Ouvrier tisseur de soie, puis chef d'atelier, il est adjoint au maire de Lyon en 1847 et député du Rhône de 1848 à 1849, siégeant avec les républicains modérés partisans du général Cavaignac.

## Sources
1. ↑  Archives municipales de Lyon, 1er arrondissement, année 1870, acte de décès no 644, cote 2E554

- « Pierre Auberthier », dans Adolphe Robert et Gaston Cougny, Dictionnaire des parlementaires français, Edgar Bourloton, 1889-1891 [détail de l’édition]